# Sipunculus robustus
Sipunculus robustus là loài động vật thuộc chi Sá sùng. Loài này được Keferstein mô tả khoa học vào năm 1865.